# Єнісейська губернія
56°01′00″ пн. ш. 92°52′00″ сх. д. / 56.016666666667° пн. ш. 92.866666666667° сх. д.
Єнісе́йська губе́рнія — адміністративно-територіальна одиниця у складі Російської імперії та РРФСР у 1822—1925.

## Герб губернії
«У червленому щиті золотий лев з лазуровими очима та язиком і чорними кігтями, що тримає у правій лапі такий самий серп. Щит увінчаний імператорською короною й оточений золотим дубовим листям, з’єднаним Андріївською стрічкою».
Герб Єнісейської губернії затверджено 5 липня 1878.
У 1886 гербовим відділенням при Департаменті герольдії з міських щитів було видалено прикраси.
Лев символізував силу й мужність, а серп і лопата відображували головне заняття жителів — землеробство й видобуток копалин, в першу чергу — золота.

## Історія

### XVII століття
До 1629 територія сучасного Красноярського краю входила до широкого регіону з центром в місті Тобольську. Пізніше остроги Єнісейськ, Красноярськ і Канськ з прилеглими землями зараховані до Томського розряду.
У 1676 році Єнісейський острог отримав статус міста, у підпорядкування якому були передані всі поселення Єнісеєм й правобережні території, що простягались до Забайкалля.

### XVIII століття
Петро I у 1708 для впорядкування управління державою провів територіально-адміністративні перетворення. Основною адміністративною одиницею Російської імперії стала губернія, до якої входили провінції, що поділялись на повіти. За указом від 18 грудня 1708 року вся територія Російської імперії поділялась на вісім губерній. Сибір і частина Приуралля увійшли до складу Сибірської губернії з центром у місті Тобольську.
Через великі відстані, відсутність шляхів сполучення управління територіями Сибірської губернії було надзвичайно ускладненим. Виникла необхідність у проведенні територіальних перетворень. У 1719 у складі Сибірської губернії було започатковано три провінції: В’ятська, Солікамська й Тобольська, а за п’ять років ще дві — Іркутська та Єнісейська з центром в місті Єнісейську. До Єнісейської провінції входили повіти: Мангазейський, Єнісейський, Красноярський, Томський, Кузнецький, Наримський і Кетський.
1764 року за указом Катерини II територія Сибіру підлягала черговій адміністративно-територіальній реформі: започатковано другу губернію — Іркутську, до складу якої включено Єнісейську провінцію. За два десятиліття Єнісейська провінція ліквідована, її повіти включені до складу трьох губерній: Тобольської (Єнісейськ та Ачинськ), Іркутської та Коливанської (м. Красноярськ).
У 1797 всі території басейну річки Єнісей зараховані до Тобольської губернії (до 1804 року; потім до 1822 року вони входять до складу Томської губернії).

### XIX століття
З метою централізації управління 1803 року створюється Сибірське генерал-губернаторство з центром у місті Іркутську, що поглинуло території Тобольської, Іркутської й Томської губерній.
У 1822 році ця система територіальної підпорядкованості була скасована, натомість створено Західно-Сибірське (центр м. Тобольськ) і Східно-Сибірське (центр м. Іркутськ) генерал-губернаторства.
Одночасно на пропозицію Михайла Серпанського, що проводив ревізію сибірських володінь, імператор Олександр I підписав указ про утворення Єнісейської губернії у складі п’яти округів: Красноярського, Єнісейського (з Туруханським краєм), Ачинського, Мінусінського і Канського. Адміністративним центром знову утвореної губернії затверджено місто Красноярськ.
26 лютого 1831 року Сенат видав указ «Про влаштування поштового управління в Єнісейській губернії». У Красноярську була започаткована губернська поштова контора, у Єнісейську й Ачинську — поштові експедиції, а в Канську, Мінусінську й Туруханську відкрито поштові відділення.
За 50 років після створення Єнісейської губернії в адміністративному устрої Російської імперії відбулись незначні зміни: у 1879 році округи перейменовано на повіти. Територія Єнісейської губернії змін не зазнали й в основному збігалася з межами сучасного Красноярського краю.

### XX століття
З 1913 року Єнісейська губернія входить до Іркутського генерал-губернаторство. У квітні 1914 року уряд Росії встановлює протекторат над Тувою, яка під назвою Урянхайського краю увійшла до складу Єнісейської губернії.
Подібний адміністративно-територіальний поділ зберігався до початку 20-их років.
У середині 1921 року місцеві революціонери за підтримки Червоної Армії РРФСР ухвалили рішення про проголошення національного суверенітету Туви. 
З 1923 року починаються роботи з районування Сибіру, що поклали початок адміністративному переустрою території краю. Скасовано волості, створюються укрупнені райони.
Постановою ВЦВК від 25 травня 1925 року всі губернії та області у Сибіру скасовуються, їхні території вливаються до єдиного Сибірського краю з центром у Новосибірську.

## Адміністративний поділ
Наприкінці XIX століття до складу губернії входило 5 округів і Туруханський край, що входив до складу Єнісейського округу:
| № | Округ         | Центр                     | Площа, верст² | Населення, чол. |
| - | ------------- | ------------------------- | ------------- | --------------- |
| 1 | Ачинський     | Ачинськ (5 131 чол.)      |               | 76 114 (1888)   |
| 2 | Єнісейський   | Єнісейськ (7 382 чол.)    | 2 000         | 72 840 (1889)   |
| 3 | Канський      | Канськ (4 607 чол.)       | 82 370        | 76 180 (1893)   |
| 4 | Красноярський | Красноярськ (15 360 чол.) | 18 115        | 102 255 (1893)  |
| 5 | Мінусінський  | Мінусінськ (6 182 чол.)   | 77 641        | 160 058 (1896)  |

## Населення
У 1760-ті — 1780-ті роки заслання до Сибіру набули масового характеру. У 1820-ті роки заслані складають другу за чисельністю групу жителів Мінусінська. У 1863 році у Єнісейській губернії жило 44 994 засланих, що становило 1/7 від усього населення губернії.
За переписом 1897 року в губернії проживало 570,2 тис. чол., в тому числі у містах 62,9 тис. чол. (11,7 %). У релігійному складі переважали православні — 93,8 %, були також старообрядці — 2,1 %, католики — 1,1 %, юдеї — 1,1 %, мусульмани — 0,8 % лютерани — 0,7 %. Письменних — 13,7 %.
Національний склад у 1897 році :
| Округ             | росіяни | татари й хакаси | українці | поляки | євреї | евенки | мордва | якути  | ненці  | кети  |
| ----------------- | ------- | --------------- | -------- | ------ | ----- | ------ | ------ | ------ | ------ | ----- |
| Губернія в цілому | 83,0 %  | 7,7 %           | 3,8 %    | 1,0 %  | …     | …      | …      | …      | …      | …     |
| Ачинський         | 82,7 %  | 8,7 %           | 5,7 %    | …      | 1,1 % | …      | …      | …      | …      | …     |
| Єнісейський       | 93,3 %  | 1,2 %           | …        | …      | 1,2 % | 1,9 %  | …      | …      | …      | …     |
| Канський          | 86,2 %  | 2,3 %           | 7,4 %    | 1,5 %  | 1,4 % | …      | …      | …      | …      | …     |
| Красноярський     | 92,4 %  | …               | 2,2 %    | 1,9 %  | 1,5 % | …      | …      | …      | …      | …     |
| Мінусінський      | 75,8 %  | 16,5 %          | 2,9 %    | …      | …     | …      | 1,8 %  | …      | …      | …     |
| Туруханський край | 27,9 %  | …               | …        | …      | …     | 14,9 % | …      | 19,9 % | 28,6 % | 8,4 % |
| Усінський         | 88,7 %  | 6,6 %           | 2,9 %    | …      | …     | …      | …      | …      | …      | …     |

## Губернатори й голови губернських виконкомів
- Олександр Степанов(1822—1837)
- Іван Ковальов (1831—1835)
- Василь Копилов (1835—1845)
- Василь Падалка (1845—1861)
- Павло Замятнін (1861—1868)
- Аполлон Лохвицький (1869—1882)
- Іван Педашенко (1882—1889)
- Леонід Теляковський (1890—1896)

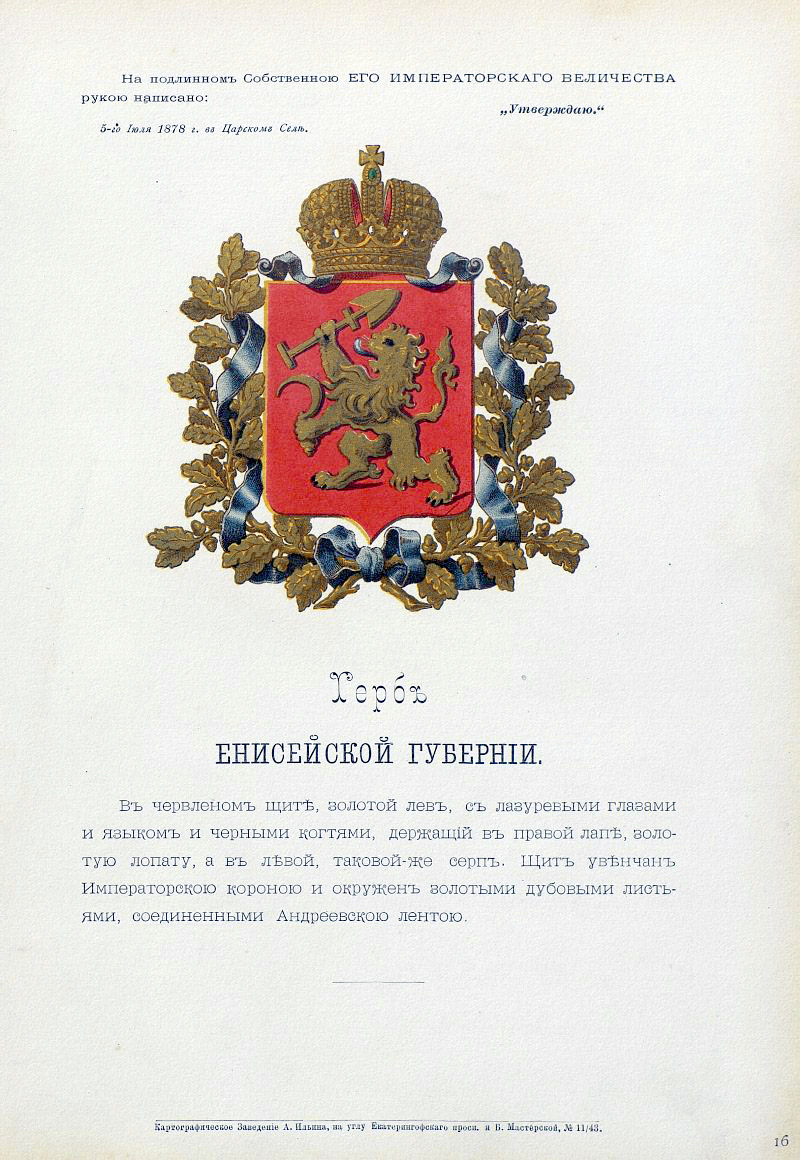
Герб губернії з офіційним описом, затверджений Олександром II (1878)

- Василь Приклонський в.о. (1896—1897)
- Костянтин Світлицький (1897—1898)
- Михайло Плєц (1898—1902)
- Микола Айгустов (1903—1905)
- Віктор Давидов (1905—1906)
- Олександр Гірс (1906—1909)
- Яків Бологовський (1909—1913)
- Іван Крафт (1913—1914)
- Яків гололобов (1915—1917)
- Володимир Крутовський (1917—1918)
- П.Озерних (1918)
- Петро Троцький (1918—1919)
- Іван Завадський (1920)
- Борис Шумяцький (1921)
- Феоктист Березовський (1921)
- Лев Гольдич (1921—1923)
- Павло Шиханов (1923—1925)

## Губернські архітектори
- Павло Воцький — губернський архітектор з 1824 до 1828 року.
  - Петро Шаров — помічник губернського архітектора з 1827 до 1846 року. Виконував обов'язки губернського архітектора після від'їзду Воцького до Іркутську.
- Дмитро Маковецький — губернський архітектор у 1829 році та з 1831 до 1837 року.
- Яків Алфеєв — член Єнісейської губернської будівельної комісії з 1847 року, губернський архітектор з 1850 до 1852 року.
- Володимир Бетюцький — губернський інженер з 1859 року, губернський архітектор з 1860 до 1861 року.
- Северян Нюхалов — губернський архітектор з 1874 до 1882 року.
- Олександр Фольбаум — губернський архітектор з 1890 до 1909 року.
- Володимир Соколовський — губернський архітектор з 1909 до 1916 року[2].

## Особистості
- Євтихієв Олександр Федорович — український вчений-правознавець, доктор юридичних наук, професор правового факультету Харківського інституту народного господарства.
- Дударєв Павло Іванович - Герой Радянського Союзу. Народився 1913 р. в м. Єнісейськ. З 1943-го - на 1, 2-му Українських фронтах. Форсував Дніпро, Південний Буг, Дністер. Брав участь в наступі на Карпати, в боях у Румунії й Угорщині. Пропав безвісти 26 лютого 1945 р.

1. ↑  Демоскоп Weekly — Додаток. Довідник статистичних показників. Архів оригіналу за 22 січня 2021. Процитовано 16 квітня 2011.
2. ↑   Енисейский энциклопедический словарь. Красноярск, 1998 (рос.)